# Castejón de Monegros
Castilló de Monegres (en aragonès: Castillón de Monegros i en castellà: Castejón de Monegros) és un municipi aragonès situat a la província d'Osca i enquadrat a la comarca dels Monegres.